# Епревіль-ан-Румуа
Епреві́ль-ан-Румуа́ (фр. Épreville-en-Roumois) — колишній муніципалітет у Франції, у регіоні Нормандія, департамент Ер. Населення — 384 осіб (2011).
Муніципалітет був розташований на відстані близько 130 км на північний захід від Парижа, 28 км на південний захід від Руана, 45 км на північний захід від Евре.

## Історія
До 2015 року муніципалітет перебував у складі регіону Верхня Нормандія. Від 1 січня 2016 року належав до нового об'єднаного регіону Нормандія.
1 січня 2016 року Епревіль-ан-Румуа, Боск-Бенар-Крессі i Фланкур-Катлон було об'єднано в новий муніципалітет Фланкур-Крессі-ан-Румуа.

## Демографія
Динаміка населення (INSEE ):
Розподіл населення за віком та статтю (2006):
| Стать | Всього | До 15 років | 15-24 | 25-44 | 45-64 | 65-85 | Понад 85 |
| --- | ------ | ----------- | ----- | ----- | ----- | ----- | -------- |
| Чоловіки | 182    | 36          | 33    | 32    | 65    | 16    | 0        |
| Жінки | 153    | 12          | 20    | 56    | 53    | 12    | 0        |
| \| Статево-вікова піраміда \| Статево-вікова піраміда \| Статево-вікова піраміда \| \| ----------------------- \| ----------------------- \| ----------------------- \| \| Чоловіки \| Вік \| Жінки \| \| 0 \| 85 + \| 0 \| \| 0 \| 80-84 \| 0 \| \| 0 \| 75-79 \| 4 \| \| 8 \| 70-74 \| 4 \| \| 8 \| 65-69 \| 4 \| \| 0 \| 60-64 \| 4 \| \| 20 \| 55-59 \| 4 \| \| 8 \| 50-54 \| 8 \| \| 37 \| 45-49 \| 37 \| \| 12 \| 40-44 \| 16 \| \| 0 \| 35-39 \| 12 \| \| 12 \| 30-34 \| 16 \| \| 8 \| 25-29 \| 12 \| \| 25 \| 20-24 \| 4 \| \| 8 \| 15-20 \| 16 \| \| 4 \| 10-14 \| 0 \| \| 12 \| 5-9 \| 4 \| \| 20 \| 0-4 \| 8 \| |        |             |       |       |       |       |          |
| Статево-вікова піраміда |        |             |       |       |       |       |          |
| Чоловіки | Вік    | Жінки       |       |       |       |       |          |
| 0 | 85 +   | 0           |       |       |       |       |          |
| 0 | 80-84  | 0           |       |       |       |       |          |
| 0 | 75-79  | 4           |       |       |       |       |          |
| 8 | 70-74  | 4           |       |       |       |       |          |
| 8 | 65-69  | 4           |       |       |       |       |          |
| 0 | 60-64  | 4           |       |       |       |       |          |
| 20 | 55-59  | 4           |       |       |       |       |          |
| 8 | 50-54  | 8           |       |       |       |       |          |
| 37 | 45-49  | 37          |       |       |       |       |          |
| 12 | 40-44  | 16          |       |       |       |       |          |
| 0 | 35-39  | 12          |       |       |       |       |          |
| 12 | 30-34  | 16          |       |       |       |       |          |
| 8 | 25-29  | 12          |       |       |       |       |          |
| 25 | 20-24  | 4           |       |       |       |       |          |
| 8 | 15-20  | 16          |       |       |       |       |          |
| 4 | 10-14  | 0           |       |       |       |       |          |
| 12 | 5-9    | 4           |       |       |       |       |          |
| 20 | 0-4    | 8           |       |       |       |       |          |

## Економіка
2010 року серед 275 осіб працездатного віку (15—64 років) 203 були активними, 72 — неактивними (показник активності 73,8%, у 1999 році було 74,1%). З 203 активних мешканців працювало 186 осіб (94 чоловіки та 92 жінки), безробітними було 17 (11 чоловіків та 6 жінок). Серед 72 неактивних 16 осіб було учнями чи студентами, 39 — пенсіонерами, 17 були неактивними з інших причин.

У 2010 році в муніципалітеті числилось 153 оподатковані домогосподарства, у яких проживали 417,5 особи, медіана доходів виносила 20 704 євро на одного особоспоживача